# La Carolina (ort i Spanien)
La Carolina är en ort i Spanien.   Den ligger i provinsen Provincia de Jaén och regionen Andalusien, i den centrala delen av landet, 240 km söder om huvudstaden Madrid. La Carolina ligger 602 meter över havet och antalet invånare är 15 880.
Terrängen runt La Carolina är kuperad åt nordväst, men åt sydost är den platt. Terrängen runt La Carolina sluttar söderut. Runt La Carolina är det ganska tätbefolkat, med 60 invånare per kvadratkilometer. La Carolina är det största samhället i trakten. Omgivningarna runt La Carolina är i huvudsak ett öppet busklandskap.